# Hansen Rocks
Hansen Rocks är en kulle i Antarktis. Den ligger i Östantarktis. Australien gör anspråk på området. Toppen på Hansen Rocks är 5 meter över havet.
Terrängen runt Hansen Rocks är mycket platt.  Trakten är glest befolkad. Närmaste befolkade plats är Mawson Station, 11,8 kilometer söder om Hansen Rocks. 